# Ogcodes pallipes
Ogcodes pallipes är en tvåvingeart som beskrevs av Pierre André Latreille 1811. Ogcodes pallipes ingår i släktet Ogcodes och familjen kulflugor. Enligt den finländska rödlistan är arten nära hotad i Finland. Arten är reproducerande i Sverige. Artens livsmiljö är kulturmarker och andra av människan skapade miljöer. Inga underarter finns listade i Catalogue of Life.